# 171396 Miguel
171396 Miguel este un asteroid din centura principală de asteroizi.

## Descriere
171396 Miguel este un asteroid din centura principală de asteroizi. A fost descoperit pe 24 august 2006 la La Cañada de Juan Lacruz. Asteroidul prezintă o orbită caracterizată de o semiaxă mare de 2,37 ua, o excentricitate de 0,15 și o înclinație de 3,8° în raport cu ecliptica.